# Madurai
Pronunciação

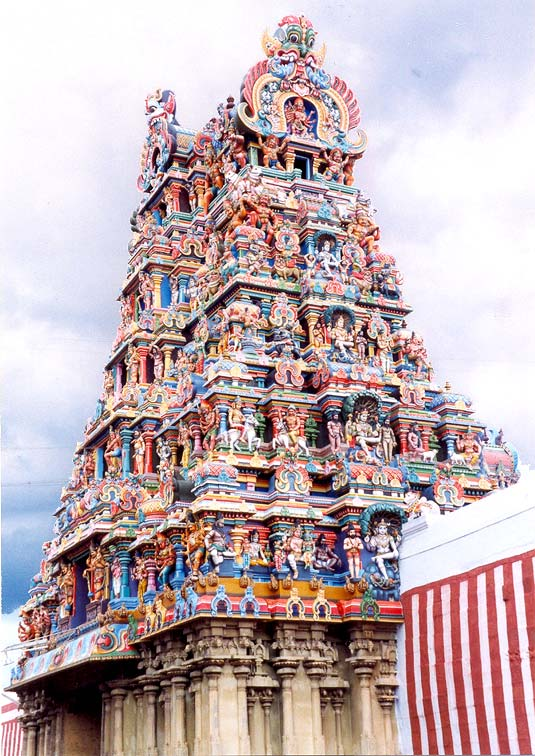
Templo em Madurai.

Madurai é a segunda maior cidade do estado de Tamil Nadu, na Índia. Localiza-se no sul do país, nas margens do rio Vaigai. Tem cerca de 1266 mil habitantes. É uma cidade muito antiga, sendo capital do reino Pandya já no século V a.C.. O nome da cidade levou a que a região central do sul da Índia ficasse conhecida na historiografia portuguesa como o Maduré.